# Список українських кобзарів, бандуристів, лірників
Список українських кобзарів, бандуристів, лірників
За основу списку взятий список гасел із видання: Жеплинський Б. М., Ковальчук Д. Б. Українські кобзарі, бандуристи, лірники. Енциклопедичний довідник. — Львів : Галицька видавнича спілка, 2011. — 315 с.

## А
1. Абрамів Анатолій Олександрович
2. Абрамович (Бурчак-Абрамович) Никанор Никанорович
3. Авраменко Петро Іванович
4. Авраменко Степан Трохимович
5. Адам
6. Адамович-Глібів
7. Адамцевич Євген Олександрович
8. Аксюта Володимир Григорович
9. Александрук Оксана Олексіївна
10. Алексєєва Лідія Іванівна
11. Алексєєва Ліліана Ілліодорівна
12. Алексєєв-Крячківський Федір
13. Алкозай ( Міщена) Інна Костянтинівна
14. Амбросова Леся
15. Андрієнко Олексій Григорович
16. Андрій (XVI ст) — співак-бандурист. Служив при дворі польського воєводи. Виконував українські народні думи.
17. Андрій — кобзар з Валківського повіту Харківської губернії.
18. Андрій — кобзар з села Увальківка, згадується що був у батька О. Вересая десь біля 1823-1825 рр.
19. Андрій — лірник з Валківського повіту, його знав лірник Зозуля.
20. Андрійчик Григорій Ісайович
21. Андріяшевський Єхвим
22. Андреадіс Ірина
23. Андрусенко Дмитро Васильович
24. Андрущак Семен
25. Аненко Григорій Миколайович
26. Анісоглянц Ксенія Олегівна
27. Антип з с.Семенівка
28. Антін
29. Антін Вечірський
30. Антон
31. Антон з Журавна
32. Антоневич Ярко
33. Антоненко Борис Іванович
34. Антоненко Олексій Панасович
35. Антоницький Іван Володимирович
36. Антонова Маріанна
37. Антоновський Іван Іванович
38. Антонюк Ірина Петрівна
39. Антонюк Роман Володимирович
40. Арендарчук (Сергієнко) Лариса Федорівна
41. Архип
42. Атаманчук Лариса Василівна
43. Афанасенко Іван
44. Афанасій Старий з с.Непийдиха
45. Афанасій
46. Афанасій з Черевки
47. Афонікова Ніна Василівна

## Б
1. Бабенко Трохим Павлович
2. Бабич Андріян
3. Бабич (Поливський) Ярест
4. Бабуняк Ярослав Іларіонович
5. Бабчук Юрій
6. Баглай (Кріль) Ольга Федорівна
7. Баглай Богодар
8. Багнут (Бахмут) Яків Михайлович
9. Багрій Наталія Федорівна
10. Баєчко Катерина Борисівна
11. Бажул Григорій Іванович
12. Байда-Суховій Данило
13. Байда-Суховій Дмитро Михайлович
14. Байда-Суховій Михайло Дмитрович
15. Байдиків Григорій Ілліч
16. Байдило (Байда) Григорій
17. Байко Даниїла Яківна
18. Байко Марія Яківна
19. Байко Ніна Яківна
20. Балацький Дмитро Євменович
21. Банацький Дмитро Михайлович
22. Баліцька Ольга Василівна
23. Бандура Михайло
24. Бандурист
25. Бандурист Княгині Мекленбурзької
26. Бандурист Княгині Черкаської
27. Бандурист Князя Кантемира
28. Бандурист -хлопець
29. Бандурка Данило Степанович
30. Бандурко Євдокія Іванівна
31. Бандурник Миронівський
32. Бантух
33. Банько (Марківський) Дем'ян Маркович
34. Бар (Савченко) Опанас
35. Баран Михайло Миколайович
36. Баран Орест Михайлович
37. Баран Тарас Михайлович
38. Барановська Ганна Вікторівна
39. Бардак Андрій Романович
40. Бардацький Михайло
41. Баришовець Юрій Миколайович
42. Барковський Ярослав
43. Барницький
44. Барташевський Юрій Пилипович
45. Бартосевич Оксана Романівна
46. Басай Віра Андріївна
47. Баско Іван Павлович
48. Басюк Оксана Петрівна
49. Батурин
50. Батьківець Світлана Василівна
51. Батюк Богдан Степанович
52. Бахір Данило
53. Бахмут Яків Михайлович
54. Баценко Володимир Михайлович
55. Баша Федір
56. Башловка Михайло Федорович
57. Баштан Сергій Васильович
58. Баштаненко Тетяна Іванівна
59. Бегазюк Віктор
60. Бегесенар Ольга Петрівна
61. Бедрин Іван Антонович
62. Безсудний
63. Безвербний Ждан
64. Безкоровайний Павло Павлович
65. Безмаль Іван Тимофійович
66. Безмаль Микола Тимофійович
67. Безпалий Ігнат Іванович
68. Безпалько Федір
69. Безщасний Конон Петрович
70. Безщасний Никін Петрович
71. Белеля (Шинкар) Людмила Миколаївна
72. Белз Ігор Васильович
73. Бендаршевська Марія Іванівна
74. Бендик-Сидорова Наталія Василівна
75. Бенедюк (Басовець) Тетяна Анатоліївна
76. Бенший Захар
77. Береговий Олесь
78. Бережківський Микита
79. Бережний Михайло
80. Берко М.П.
81. Бернацька Наталія Ігорівна
82. Бернацький (Бернадський) Іван Карлович
83. Беспяткін Сергій Миколайович
84. Бец-Харченко (Безхарченко) Семен Семенович
85. Бешко Андрій
86. Бибик Семен Іванович
87. Бик Грицько
88. Билина
89. Бистрицька Ольга Анатоліївна
90. Биховський Іван
91. Бичківський Яків
92. Бичук Микита
93. Бідило (Джегура) Степан Якович
94. Бідюк Яцко
95. Бієтенко (Тимоха) Федір
96. Білас Галина Василівна
97. Білашенко Антоніна Віталіївна
98. Білецька (Громнюк) Надія Вікторівна
99. Білецький Андрій Захарович
100. Білецький Іван Захарович
101. Білецький Павло
102. Білецький Юрко
103. Білий Дмитро Дмитрович
104. Білик Стефанія Романівна
105. Білоградський Тимофій
106. Білогуб-Вернигів Ганна Сергіївна
107. Білозерський Микола Михайлович
108. Білозор Михайло Дмитрович
109. Білокінь Сава Федорович
110. Білокриницький В.
111. Білокриницький Василь Дмитрович
112. Білоус Андрій
113. Білоцький Анатолій Авксентійович
114. Білошапка Михайло Іванович
115. Бірко Андрій
116. Бірук Валентина Георгіївна
117. Благодир Світлана
118. Блажко (кобзар)
119. Близнюк Богдан
120. Близнюк Ольга Анатоліївна
121. Блоха Трохим Федотович
122. Бобечко ( Шаманова) Оксана Юріївна
123. Бобир Андрій Матвійович
124. Бобловський Петро Григорович
125. Богачик Ізидор Юліанович
126. Богдан Іван Петрович
127. Богдан Ярослав Михайлович
128. Богун Андрій Трифонович
129. Богуславський Микола Олексійович
130. Богута Алла
131. Богутниця
132. Богущенко Яків Тимофійович
133. Боєчко Богдан Юліанович
134. Божик Володимир
135. Божівський Іван
136. Бойко (Щербяк) Марія Романівна
137. Бойко Дмитро Дмитрович
138. Боковий Юлій Іванович
139. Боклага (Боклаг) Назар Денисович
140. Боклач Н.
141. Болашевська Ганна Іванівна
142. Болбат Павло Єфремович
143. Бондар (Варшавська) Наталія Миколаївна
144. Бондар Лука
145. Бондар Петро Сильвестрович
146. Бондар Тетяна
147. Бондаренко Григорій (кобзар)
148. Бондаренко Григорій Васильович
149. Бондаренко Євген Леонідович
150. Бондаренко Корній Петрович
151. Бондаренко Лука
152. Бондаренко Олексій Каленикович
153. Бондаренко Остап
154. Бондаренко Федір
155. Бондарень ( Грицина) Антоніна Василівна
156. Бондарчук Марія Леонтіївна
157. Бордюг ( Михасик) Віра Трохимівна
158. Борейчук ( Шкроба) Леся Михайлівна
159. Борець Іван Олексійович
160. Борзій Михайло Остапович
161. Борис Петро
162. Борисенко Сергій
163. Бориско Василь
164. Борич Раїса Миколаївна
165. Боришів Савка
166. Боровець Зенон Іванович
167. Боровик Юрій Микрлайович
168. Борщ Раїса Миколаївна
169. Бородейко ( Сьома) Галина Олексіївна
170. Босак Микита
171. Бохняк Григорій
172. Бохотниця Мефодій
173. Боцюрків Роман
174. Бочка Єгор Іванович
175. Бочка Захар Іванович
176. Бочкай ( Семенюк) Леся Степанівна
177. Боярський Микола
178. Боярчук Степан Михайлович
179. Братинець
180. Братиця Павло Савич
181. Бридько ( Шиць) Любов Федорівна
182. Бриж Семен Федорович
183. Бритьман Євдокія Михайлівна
184. Бродін Анатолій Іванович
185. Бродосюк Людмила Олексіївна
186. Бронникова Наталія Аркадіївна
187. Броноченко Мокій
188. Брояко Надія Богданівна
189. Бублик Василь
190. Бубрак Петро
191. Бугай Петро
192. Бугай Павло
193. Будник Микола Петрович
194. Будянський Ераст
195. Букин – Чарівний Василь Кузьмич
196. Булавін Юрій Васильович
197. Булдовський Олександр
198. Булига Лариса
199. Бурак Петро
200. Бурлак Тетяна Володимирівна
201. Бурмот
202. Бурсак Андріян
203. Бут Іван Савич
204. Бутенко Остап Якович
205. Бутовський Юхим
206. Буханець Михайло Самойлович
207. Буховський ( Биховський ) Тодорко
208. Буць Любов Іванівна
209. Буць Наталія Миколаївна
210. Буяновський Василь Федорович

## В
1. Ваврик Тереса Омелянівна
2. Ваврик Марія — Ліля Омелянівна
3. Вавринюк (Черних) Наталія Панасівна
4. Вакуленко (кобзар)
5. Вальчак Любов Мирославівна
6. Вар'янко Ірина Михайлівна
7. Варавва Микита Савич
8. Варварик Ірина
9. Варениця Микола
10. Варченко Василь
11. Варчук Василь
12. Василевич Романа Володимирівна
13. Василенко Петро (кобзар)
14. Василь (лірник)
15. Василь Ілліч
16. Васильківський Всеволод Олександрович
17. Василюк Михайло Деонисійович
18. Васюта Олег Павлович
19. Вахно Герасим
20. Ващенко Анастасія Самійлівна
21. Ведмеденко Микита
22. Ведмедюк Наталія.
23. Вей (Пасічник) Ірина Миронівна
24. Венглевська Люба
25. Верба Данило
26. Вербиленко Олексій
27. Веремієнко Оксентій
28. Вереса Микола Онуфрійович
29. Вересай Григорій
30. Вересай Остап Микитович
31. Верета Григорій Степанович
32. Верещинська Данута Станіславівна
33. Верещинський Олександр Павлович
34. Вернигора
35. Вертій Олексій Іванович
36. Верховець Іван Григорович
37. Веселий (Цар) Самсон Васильович
38. Веселовський (кобзар)
39. Вечірський Антін
40. Виднюченко Опанас (Афанасій)
41. Винницька Наталія
42. Вислоцька Марія
43. Висоцька Євгенія Мусіївна
44. Висоцький (Кутуз, Кутузов) Іван Іванович
45. Виспінський Іван Ярославович
46. Витвицький Антон Миколайович
47. Вишневський Семен
48. Вівчар Христина
49. Вівчаренко Харитон Лук'янович
50. Вівчарик Валентина Анатоліївна
51. Відорт Гжегож
52. Каетан Відорт
53. Франц Відорт
54. Вільгуцька Ольга Степанівна
55. Вільчинська Олена Володимирівна
56. Владимирів Петро Семенович
57. Власко Семен Сидорович
58. Власюк Іван Харитонович
59. Власюк Наталія Борисівна
60. Власюк Олександр Іванович
61. Вовк (Сухораб) Інна Степанівна
62. Вовк Гаврило
63. Вовк Дмитро Антонович
64. Вовк Федір Івлампійович
65. Вовк Юліан Ярославович
66. Вовк Віталій Юліанович
67. Вовчанський
68. Вовчук Василь
69. Возний Микола
70. Войнаровська Лідія Яківна
71. Войт Володимир Володимирович
72. Войт Володимир Ілліч
73. Войташек
74. Войтович — Стащишин Ольга Дмитрівна
75. Войцех Григорій Євтухович
76. Войцех Євтух
77. Володимир
78. Волошенко Андрій Прокопович
79. Волошин Матвій
80. Волощук Назар Олександрович
81. Воріна Ліда Степанівна
82. Ворожбюк Онуфрій
83. Ворощук Наталія Сергіївна
84. Всеволодська Тетяна
85. Вудянський Ераст Іванович
86. Вусатий (бандурист)

## Г
1. Габр (кобзар)
2. Гавдида с. Розанна СНДМ
3. Гавловська Катерина Миколаївна
4. Гавор Галина Ярославівна
5. Гаврилюк (Боднарчук, Островська) Галина Зіновіївна
6. Гаврилюк Юлія Василівна
7. Гавриш Іван Степанович
8. Гаврик Олександр
9. Гаєвський І.
10. Гаєвський Яків Семенович
11. Гайдай Олекса
12. Гайдамака Леонід Григорович
13. Гайдук (Гойденко) Андрій
14. Гак (кобзар)
15. Галаган Г.
16. Галайда (Галактіон)
17. Галайденко Галя
18. Галашкевич-Бандура
19. Галинський Іван Романович
20. Галіон Ніна Сергіївна
21. Галушко Тамара Миколаївна
22. Гальчак Ганна Іванівна
23. Гальчак (Кріль) Ірина Миколаївна
24. Гамалія (кобзар)
25. Гамалія (Леві) Олександр Петрович
26. Гамова Юлія Петрівна
27. Ганна
28. Ганушевський Богдан
29. Ганушевський Степан Михайлович
30. Ганцар Дмитро Панасович
31. Ганчар Тарас
32. Гапон Олексій Михайлович
33. Гапонов Степан Ілліч
34. Гарасюта
35. Гарасько Петро
36. Гарбуз (кобзар)
37. Гарбузов Василь Антонович
38. Гармаш Тамара Миколаївна
39. Гарпатенко Микола Павлович
40. Гасюк Марія Василівна
41. Гасюк Олег Володимирович
42. Гасюк Орест
43. Гац (Карпинець) Олена Вікторівна
44. Гащенко Павло Михайлович
45. Гбур Леся (Олександра)
46. Гвоздь Микола Петрович
47. Гвоздь Юрій Миколайович
48. Гелюта (Боярчук) Зінаїда Миколаївна
49. Гемба А.
50. Герасименко Оксана Василівна
51. Герасименко Василь Явтухович
52. Герасименко Юрій Сергійович
53. Герасименко Ольга Василівна
54. Герасимчук (Солтис) Мирослава Ігорівна
55. Геращенко (бандурист)
56. Геращенко Олекса
57. Герживан-Лапій Іван Григорович
58. Герчак Григорій Андрійович
59. Гірич Василь
60. Гіщинська Раїса Петрівна
61. Гладилін Іван Панасович
62. Гладиш Надія Василівна
63. Гладій Наталія Григорівна
64. Гливкий Йосип
65. Глоба Андрій
66. Глушак Никифор Іванович
67. Глушко Федір Іванович
68. Глушко Степан Володимирович
69. Глущенко Катерина Степанівна
70. Гляд Василь
71. Гнатовський Михайло Михайлович
72. Гнатьєва Олександра Михайлівна
73. Гнилоклас Семен Петрович
74. Говіка Василь
75. Говтва Грицько
76. Говтвань Опанас
77. Говтвань Семен Павлович
78. Годований Федько (лірник)
79. Голенко Майя Федорівна
80. Головатий Антін Андрійович
81. Головатий Захар
82. Головко Оксана Петрівна
83. Головчак Ніна Григорівна
84. Голуб Антоніна Василівна
85. Голуб Григорій Адамович
86. Голубнича (Заїчек) Алла Петрівна
87. Голубович Наталка
88. Гоминюк Ананій Савич
89. Гоменюк Іван Сидорович
90. Гоменюк Сидор
91. Гонта Дмитро
92. Гонтар Василина Юріївна
93. Гонтар Павло
94. Гончар Дмитро
95. Гончар Іларіон Хомович
96. Гончар Онуфрій Архипович
97. Гончар Тарас
98. Гончаренко Гнат Тихонович
99. Гончаренко Людмила Дмитрівна
100. Гончаренко Петро Федорович
101. Гопкало Любов
102. Горб Левко
103. Горбань (Христенко) Пилип
104. Горбатенко Раїса Іванівна
105. Горбатюк Володимир Григорович
106. Горбатюк (Гринякова) Ірина Яківна
107. Горбачевський Дмитро Фокович
108. Горбенко Петро Якович
109. Горботко Микита
110. Горгуль Олександр Сергійович
111. Гордієнко Галина Дем'янівна
112. Гордієць (Кулик) Мусій
113. Гордій (кобзар з Ядут)
114. Гордій (кобзар)
115. Горечко (Качанова) Вікторія Миколаївна
116. Горзій (кобзар)
117. Горзій Богдан
118. Горіх Михайло
119. Горішна Марія Михайлівна
120. Горленко Василь Петрович
121. Горняткевич Андрій Дем'янович
122. Горобець Гаврило
123. Городецька (Хамраєва) Оксана Романівна
124. Городницький Іван
125. Горпатенко Микола Павлович
126. Готра-Дорошенко Іриней Ілліч
127. Гочачко Алла Іваніна
128. Граб Левко Сидорович
129. Грабчук Ніна Степанівна
130. Град Степан Іванович
131. Гребінь Аврам
132. Гребенюк (Дарманчук) Онуферко Мирослава Степанівна
133. Гребінник Яків Андрійвич
134. Гречун Олександр Андрійович (Іванович)
135. Гривул Ростислав
136. Гривул Тарас
137. Григор'єва Галина Ярославівна
138. Григоренко Кирило
139. Григорович Ірина Юріївна
140. Григорчук Ірина
141. Грикун Олександр Вікторович
142. Гриневич Андрій Петрович
143. Гринишина Лариса Миколаївна
144. Гринчук Олександра Андріївна
145. Гринь Іван Йосипович
146. Гриньків Іван
147. Гриньків Роман Дмитрович
148. Гринько Степан
149. Грисенко Микола Григорович
150. Грифський Йосип
151. Грицай Анатолій Юхимович
152. Грицай Наталія Олександрівна
153. Грицеляк Юрій Миколайович
154. Гриценко—Холодний (Коваленко) Федір Федорович
155. Гриценко Тамара Олександрівна
156. Грицько (кобзар)
157. Грицюк Вікторія Володимирівна
158. Грицюк Ольга Миколаївна
159. Гришин Анатолій Дмитрович
160. Гришко Микола Якович
161. Гришко Олександр Логвинович
162. Гриштопа Григорій Назарович
163. Грищенко Павло Федорович
164. Грогуленко Федір Іванович
165. Грогуленко (Сахно, Барвінок) Олександра Павлівна
166. Гром (Тимощук) Галина Анатоліївна
167. Груздь (Друзь)
168. Грум Павло
169. Губ'як Дмитро Васильович
170. Губа Клим
171. Губар (Дем'яненко) Микола Омелянович
172. Губенко Михайло
173. Губенко Федір
174. Гудз Степан (лірник)
175. Гудзій Катерина
176. Гудзій Наталія
177. Гудима (Закусило) Ольга
178. Гузій Петро Іванович
179. Гузь (Ґудзь) Петро Іванович
180. Гулей Фрозіна Федорівна
181. Гулій Юрій Теодорович
182. Гулька Прохор
183. Гульчук Ірина Павлівна
184. Гуменюк Іван Сидорович
185. Гуменюк Сидір
186. Гура (Гурін) Петро Іванович
187. Гура Іван
188. Гурнак Віталій Миколайович
189. Гусак І.
190. Гусар Вікторія Іванівна
191. Гусар Григорій
192. Гусаревич Олександр Пилипович
193. Гусєва Ірина Петрівна
194. Гутиря Павло Данилович

## Д
1. Давид (лірник)
2. Далик Марія Ігорівна
3. Данилевський Борис Іванович
4. Данилевський Павло
5. Даниленко Марко
6. Данилець
7. Данилів Юрій Григорович
8. Данилко (бандурист)
9. Данило (лірник)
10. Данило (кобзар)
11. Данило Подільський
12. Данило Старий
13. Данило Хомович
14. Дармопих-Карлюк Докія
15. Даценко Микола
16. Дацишин Ярослав Олексійович
17. Дашенко Павло
18. Дворник Павло
19. Дворнічен (Хакімова) Мирослава Миколаївна
20. Дегас Євген Володимирович
21. Дегтярова Ліда
22. Дедюх Лариса Віталіївна
23. Дезенко Василь
24. Дейко Ірина Олександрівна
25. Дейнека Карпо
26. Дейнека Олександр (Павло)
27. Дейчаківський Микола
28. Демарчук Пилип
29. Демінчук Дмитро Фролович
30. Демуцький Порфирій Данилович
31. Демченко Віктор
32. Демченко Віталій Павлович
33. Демченко Микола
34. Демчук (Афанасьєва) Жанна Василівна
35. Демчук Юрій Васильович
36. Дем'ян (кобзар)
37. Дем'ян (лірник)
38. Дем'ян Лубенський
39. Дем'янчук Лариса Олегівна
40. Денис (кобзар)
41. Денисенко Іван Іванович
42. Денисюк Каленик
43. Денисяка Оксана Вікторівна
44. Дерев'янко Катерина
45. Дерев'янко Надія
46. Дерев'янко Я.
47. Деркач (кобзар)
48. Деркач Андрій (Зоря)
49. Деркач Каленик
50. Деркач Петро
51. Деркач Ф.
52. Деряжна-Бабченко Ніна
53. Деряжний Петро
54. Джежуренко-Копил Іван
55. Джуржій Віктор Євдокимович
56. Джусь Ярослав Анатолійович
57. Дзюбенко Олексій Терентійович
58. Дзюбук Майя Миколаївна
59. Дигас Євген Володимирович
60. Димнич (Плазун) Олександр
61. Дичак Володимир Богданович
62. Діброва Ізот (Зот) Андрійович
63. Діброва Микола
64. Діброва Оксана Зотівна
65. Діброва Петро
66. Діброва Сава Андрійович
67. Діброва Федір
68. Діденко Віктор
69. Діденко Дарія Андріївна
70. Дімещук Савка Павлович
71. Дмитренко-Бут
72. Дмитрієв Микола
73. Дмитро (лірник)
74. Дмитрук Ірина Вікторівна
75. Добровольська Марина
76. Добродієв Тимофій Іванович
77. Довга Параска Іванівна
78. Довгалюк Андрій
79. Довганик Богдан
80. Довгомеля Марія Савівна
81. Довгопалий Остап
82. Додатко Онопрій Митрофанович
83. Долгиг Марина Василівна
84. Доленко Іван
85. Долішня Дарія Дмитрівна
86. Домбир (Уласенко) Прохор Уласович
87. Домненко
88. Домонтович Михайло Олександрович
89. Домчак Василь
90. Домчак Омелян
91. Допуга (Чилім) Валентина Георгіївна
92. Доробітько Федір Федорович
93. Дороцький Тарас Богданович
94. Дорош Іван Михайлович
95. Дорошкевич Євген
96. Дорошенко Микола Федорович
97. Дорошенко (Старший)
98. Дорошенко Яків Петрович
99. Дорошко Федір Васильович
100. Досенко-Журба Олександр Васильович
101. Досінчук-Чорний Микола Володимирович
102. Дражевський
103. Драч Едуард Валерійович (Артемій)
104. Древченко Петро Семенович (Древкін)
105. Дрімченко
106. Дробот Руслана
107. Дуб Наталка
108. Дубенко Г.
109. Дуб Прокіп Михайлович
110. Дубина Микола
111. Дубицький Юрій
112. Дубінник Оксана Вікторівна
113. Дубок Михайло Микитович
114. Дуброва (Ященко) Микола Якович
115. Дубянський Ілля
116. Дугін Петро Іванович
117. Дудка (Дудник) Никифор Єгорович
118. Дудка Захарій
119. Дудь Гринько
120. Дуй Василь
121. Дуляба Ольга Василівна
122. Дулеба Василь Павлович
123. Дулеба (Сембратович) Іоанна Іванівна
124. Дуля Грицько
125. Думенко (Демченко, Дума) Лука
126. Думіцька (Бокотей) Олена (Леся) Петрівна
127. Дуняк Оксана Дмитрівна
128. Дутчак Віолетта Григорівна
129. Дутчак (Савчук ) Олександра (Леся) Юліанівна
130. Духновський Олександр Михайлович
131. Духно Інна Миколаївна
132. Дяденко Володимир Іванович
133. Дяченко Павло
134. Дядюренко Трохим Андрійович

## Е
1. Емченко Кондрат
2. Ена Василь

## Є
1. Євгеньєва Марія Василівна
2. Євсевський (бандурист)
3. Євтушок Алла Миколаївна
4. Євтушок Ірина Олексіївна
5. Євтушок Ірина Сергіївна
6. Євтушок Наталія Олексіївна
7. Єгоріна Олена
8. Ємець Василь
9. Ємченко Іван
10. Ємченко Кіндрат
11. Ємченко Юхим
12. Єресман Світлана Мирославівна
13. Єрмишев Андрій
14. Єрмишов Андрій Никанорович
15. Єсипок Володимир Миколайович
16. Єсіпов Сергій Сергійович
17. Єсіпова (Матюхіна) Тетяна Вікторівна
18. Єфим (Євфим)
19. Єфімчук Володимир

## Ж
1. Жадан Терентій
2. Жарко Лот Степанович
3. Жарко Микита Сергійович
4. Жарко Семен Сергійович
5. Жарко Степан Сергійович
6. Жарко Федір Аврамович
7. Жарко Федір Микитович
8. Жданкін Василь Олександрович
9. Желавський Сергій Миколайович
10. Желем Беті
11. Желізна Людмила
12. Желізна Майя
13. Желудов Володимир
14. Жеплинська Віра Андріївна
15. Жеплинська Віра Теодозіївна
16. Жеплинська Соломія Юріївна
17. Жеплинський Богдан Михайлович
18. Жеплинський Роман Михайлович
19. Жеплинський Тарас Богданович
20. Жеплинський Юрій Романович
21. Живило Кирило Трифонович
22. Житченко Василь Андрійович
23. Житкова Вікторія Миколаївна
24. Жихарський Савка
25. Жмихова Наталія
26. Жовнірович Степан Ярославович
27. Жовнянський Іван
28. Жолнарський Семен Петрович
29. Жуков Сергій Сергійович
30. Журавель (кобзар)
31. Журавель Ілля
32. Журавінська Катерина Дмитрівна
33. Журман Степан Григорович
34. Жучук (Рашевич) Марія Михайлівна

## З
1. Забіла Віктор
2. Заболотна Тамара Степанівна
3. Заболотний Іван Панасович
4. Завадівська Ірина
5. Завадівська Люба
6. Завадська Юлія Леонідівна
7. Заворотько Валентина Іларіонівна
8. Завертан (Хавертаний ) Прокіп
9. Заворицький Панас
10. Загорська Людмила Олександрівна
11. Задніпрянський (Товмашівський) Степан Іванович
12. Задоя Юрій МИхайлович
13. Заєць Микола Мартинович
14. Зазимко Василь Іванович
15. Зазирський Федот
16. Заїчек Ліна Петрівна
17. Зайнчківська Лідія Іванівна
18. Зайцева-Сірик Галина
19. Зайченко Гаврило
20. Зайчик Ольга Степанівна
21. Закора Федір Семенович
22. Закусило Ольга (дип. Гудима)
23. Залавський (Заславський ) Федір
24. Залуцька Христина Романівна
25. Замоцний Віталій Іванович
26. Запахай Яків
27. Запорожець Д.Ф.
28. Запорожченко Іван Данилович
29. Захаревський Сергій
30. Захарець Сергій Олександрович
31. Захарова Оксана Василівна
32. Захарченко Василь Фролович
33. Захарченко Г.П.
34. Захожа Зоя Володимирівна
35. Заячківський Антон Дмитрович
36. Зборовський Христофор
37. Зеленін Геннадій Леонідович
38. Зеленчук Тома
39. Зелінська В.
40. Зелінський Гаврило
41. Зелінський Іван
42. Зелінський Семен
43. Зельман (Зальман) Левант Лейбович
44. Зименко Остап Мусійович
45. Зимновид Демид
46. Зінченко Іван Іванович
47. Зінченко Іларіон Омелянович
48. Зінченко (Кобзар) Тарас Махтейович
49. Зінченко Махтей
50. Зінченко Федір
51. Знак Зиновій Дмитрович
52. Знахаренко Гаврило Васильович
53. Знахарко (Захарко)
54. Зозуля (Зозуля) Семен
55. Зозуля Іван
56. Золотарський (Москвин) Яків
57. Золотарьов Микола
58. Золотник Володимир Дорофійович
59. Золотник Ольга Дорофіївна
60. Зоря Іван
61. Зуб
62. Зубко Любомира
63. Зубко Степан
64. Зубченко Павло
65. Зуєв Володимир Олексійович
66. Зущенко Наталія Андріївна

## І
1. Іван — кобзар, учень Комишанського панотця з Полтавщини.
2. Іван 18-19 ст.
3. Іван 1845 — кобзар з села Хомутець Миргородського повіту Полтавської губернії. Горленко згадує його в 1882 р. як ще молодого кобзаря
4. Іван — лірник з Гулевців Вінницького повіту.
5. Іван — лірник з села Шеки Лубенського повіту.
6. Іван Василевич
7. Іван Олексійович
8. Іваницький Антін Максимович
9. Іваницький Р.
10. Іваненко Марія
11. Іванишин Євген
12. Іванишин Іван Кузьмич
13. Іванов Перекоп Гаврилович
14. Іванченко ( Риндя) Іван
15. Іванько (Маменко) Зоя
16. Івахно Г.
17. Іващенко Лариса Миколаївна
18. Івченко Тетяна Олексіївна
19. Ігнатієва Євгенія Онисимівна
20. Ігнац
21. Ільєнко Г.М.
22. Ільїн Волеслав Георгієвич
23. Ільченко Григорій Миколаєвич
24. Ільїн Велеслав Георгійович
25. Ільчук Наталія Олексіївна
26. Іроденко Надія
27. Іщенко Валентина Володимирівна
28. Іщенко Гаврило
29. Іщенко Петро Якимович

## Й
1. Йорж (Єржов) Конон Петрович
2. Йосип
3. Йосип
4. Йосип

## К
1. Кабан Степан Феодосійович
2. Кабачок Володимир Андрійович
3. Кабузов Микола Миколайович
4. Кавка Світлана Вікторівна
5. Казан Гаврило
6. Казначеїв Ераст Миколайович
7. Калашникова Єлена Миколаївна
8. Калеберда (Калиберда) Павло Пилипович
9. Калиняк Нестор Григорович
10. Калина Ольга Іванівна
11. Калій Іван Павлович
12. Калний Остап
13. Калужна Валентина Євгенівна
14. Калюжний Роман
15. Калюжний Марко
16. Кальнін Володимир Борисович
17. Камінський Федір Тимофійович
18. Камуз Гаврило Іванович
19. Канова Семен
20. Капітула Галина Іванівна
21. Каплунський Тимофій Юхимович
22. Капля Тихін
23. Капшій Тарас Степанович
24. Карацуба Марія Петрівна
25. Карацуба Матрона Кононівна
26. Каращенко Марія Олександрівна
27. Карнаухій (Без Вуха) Дорохтей
28. Карпенко Євген Миколайович
29. Карпюк А.
30. Карпюк Михайло Кіндратович
31. Кас'ян Григорій
32. Касьян Григорій Митрофанович (Никифорович)
33. Катаєнко Кузьма Пилипович
34. Качурак Василь
35. Кашлач Д.
36. Кашуба Марко Пилипович
37. Каючко (Літвінова) Лариса Вікторівна
38. Квач Серафима Іванівна
39. Квітка (Байда — Суховій) Фаїна Іванівна
40. Кибець Віктор Іванович
41. Кикоть
42. Киктенко Яків Григорович
43. Кириленко Василь Пилипович
44. Кириленко Віктор Іванович
45. Кирилич Василь Михайлович
46. Кирилович Леся Омелянівна
47. Кирилюк Світлана
48. Кириченко (Голубчик) Луїза Леонтіївна
49. Кириченко Панас
50. Кисіль Дмитро
51. Кисіль Тимофій Федорович
52. Китастий Григорій Трохимович
53. Кутастий Віктор Григорович
54. Китастий Петро Іванович
55. Китастий Юліян Петрович
56. Кирилович Леся Омелянівна
57. Кицак Лілія
58. Кияшко Севастьян Григорович
59. Кікоть Іван
60. Кікоть Павло
61. Кіндзерявий-Пастухів Сергій
62. Кіндратович Петро Дмитрович
63. Кіндрачук Остап Юркович
64. Кінзерська Любов Василівна
65. Кіришко Наталія Володимирівна
66. Кірічко (Матковська) Марія Маркіяна
67. Кісіль Тимофій Федорович
68. Кіт (Ралько) Галина Див Ралько
69. Кіт (Соломчак) Лариса Семенівна
70. Кіт Роман Іванович
71. Кішка (Кошка) Петро
72. Кіщук Ірина Василівна
73. Кіяшко Севастіян
74. Клевчуцький Юрій
75. Клещенко Микола Галактіонович
76. Климчук (Мирончук) Ганна Тимофіївна
77. Климчук Галина Петрівна
78. Климчик Тетяна
79. Клімченко Леся
80. Кліщ Оксана Михайлівна
81. Клочко Іван Петрович
82. Клюба Іванна
83. Клюфас Уляна
84. Клюфас Христина
85. Ключенко Микола Петрович
86. Кметь Ірина
87. Кнюх Іван
88. Кобзар — кобзар з села Комишня Миргородського повіту Полтавської губернії, панотець, вчитель кобзарів Матвія, Івана і Охтанаса.
89. Кобзар — малий хлопець (років 12), якого в 1876 р. П. Мартинович бачив у кобзаря Крюковського. Серед сліпців він грав на кобзі «Вербунки»
90. Кобзар „Самий Главний”
91. Кобзар Грицько
92. Кобзар Другий
93. Кобзар З Бородою
94. Кобзар З Бородою
95. Кобзар Старий
96. Кобзар Карпо Диви Лудильник
97. Кобзар Федір Тимофійович
98. Кобзей Михайло
99. Кобилянський Леонід Леонідович
100. Кобро Іван Васильович
101. Коваленко Руслан Миколайович
102. Коваленко Хома
103. Ковалик Ірина Макарівна
104. Коваль — Лірник
105. Коваль Анастасія Володимирівна
106. Коваль Галина
107. Коваль Михайло Дмитрович
108. Коваль Олекса Семенович
109. Коваль Олександра Олексіївна
110. Коваль Олесь
111. Ковальвах Прокопій Петрович
112. Ковальова Катерина Іванівна
113. Ковальова Наталія Миколаївна
114. Ковальський Марко Лукич
115. Ковальчук (Вегрихт) Зінаїда Юріївна
116. Ковальчук Галина Іванівна
117. Ковальчук (Жеплинська )Дарія Богданівна
118. Ковальчук І.
119. Ковальчук-Буряк Лариса
120. Ковальчук Катерина Антонівна
121. Ковальчук С.
122. Ковень (Ковель). Петро
123. Ковлева Марія Борисівна
124. Ковдра Йосип
125. Ковлева Марія Борисівна
126. Ковшар Олександр Олексійович
127. Когулько (Скоробагатько) Інеса Іванівна
128. Кожбаба
129. Кожевник Петро
130. Кожухівський Никон Андрійович
131. Кожушко Григорій Семенович
132. Козак Андрій
133. Козачок Андрій
134. Козей Ольга Орестівна
135. Козел Павло
136. Коземаслова Марина Віктороівна
137. Козій Лілія Василівна
138. Козленко Руслан Миколайович
139. Козлова (Стегнач) Наталія Петрівна
140. Козлюк Вячеслав Васильович
141. Козуб Антон Тарасович
142. Козюра Михайло Павлович
143. Койнило Семко
144. Колесник (Колісник) Нестор Данилович
145. Колесник Павло Семенович
146. Колесников Володимир Григорович
147. Колесников Георгій Федорович
148. Колесова Оксана Олександрівна
149. Колесова Ольга Олександрівна
150. Колибаба Левко
151. Колибаба (Кулибаба, Калибаба) Петро
152. Колісник (Щегулька) Марина Антонівна
153. Колісник Панас Олексійович
154. Колісниченко Мефодій
155. Колодуб
156. Коломак Семен Іванович
157. Коломацький Микола Олександрович
158. Коломенський Л.Є.
159. Коломийцев Юрій
160. Коломієць Іван
161. Коломієць Оксана Валерівна
162. Колотова Галина Олексіївна
163. Коляда Никифор Іванович -Лірник
164. Комаренко Григорій Іванович
165. Компаниченко Тарас Вікторович
166. Кондиревський
167. Кондратенко Юрко
168. Кондратюк Ольга Володимирівна
169. Коник Євген Тимофійович
170. Конограй Зенон
171. Кононенко Андрій Микитович
172. Кононенко Пилип Петрович
173. Кононенко Федір
174. Кононець Юлія Іванівна
175. Конопліч Кіндрат Михайлович
176. Коноплянко-Запорожець Павло
177. Констанкевич Орися Теодозіїна
178. Кончаківська Наталія Степанівна
179. Копан Григорій Якович
180. Копач (Ковальчук) Людмила Миколаївна
181. Копилець (Калантаєвський) Іван
182. Корба Теодор Петрович
183. Корвач Євген Антонович
184. Корецький Михайло Якович
185. Корецький Олександр Якович
186. Коржевський
187. Корнелюк Володимир Петрович
188. Корнієвський Олександр Самойлович
189. Корнієнко Андрій Пантелеймонович
190. Коробка Павло Іванович
191. Король Владислав Едуардович
192. Коронний Іван Мартинович
193. Коростильова Ольга Сергіївна
194. Косарович Надія Іванівна
195. Косенко Микита Євменович
196. Костанда Оксана
197. Костецький Олександр Петрович
198. Кострицький Леонід
199. Костюк Каленик
200. Костюк(Степчук) Ольга Василівна
201. Костюкевич Оксана Федорівна
202. Костюченко Валентина Воломирівна
203. Костюченко Грицько
204. Кот Карпо Данилович
205. Котелевець Йосип Андрійович
206. Котлінський Діонісій Людвигович
207. Котько Антін Іванович
208. Кохановська (Сергієнко) Юлія Богданівна
209. Коцай Адамко Казимирович
210. Коцай Дмитро
211. Коцюба Артемон
212. Кочерга Дмитро
213. Кочерга Олексій Мусійович
214. Кочмала (Німченко) Любов Олександрівна
215. Кочубей Маркур Пилипович
216. Кочура Тетяна Петрівна
217. Кошіль Олена Володимирівна
218. Кошман Дем'ян Максимович
219. Кошка (Кішка)
220. Кошовий Семен
221. Кощій Федір
222. Кравець Петро
223. Кравець Степан
224. Кравзин Микола
225. Кравцов Петро Тихонович
226. Кравченко Василь Тарасович
227. Кравченко (Касьян) Іван
228. Кравченко Іван
229. Кравченко Іван =-Лірник
230. Кравченко Кость Васильович
231. Кравченко Михайло Степанович
232. Кравченко Платон
233. Кравченко Севастьян Іванович
234. Кравченко Степан
235. Кравченко Тарас Михайлович
236. Кравченко-Крюковський Іван Григорович
237. Кравчук Богдан Миколайович
238. Кравчук Галина Іванівна
239. Кравчук Іван Миколайович
240. Кравчук Микола Федорович
241. Крамар Іван Прохорович
242. Крамар (Кудря) Людмила Іванівна
243. Крамний Іван
244. Красногляд І.Я.
245. Краснопольський Онуфрій -
246. Кремінський Кирило Андрійович
247. Кремінський Петро
248. Кривенчук Іван Степанович
249. Колос-Криворотова Лідія Олексіївна
250. Криворотько Галина Григорівна
251. Кривцун Клавдія Іванівна
252. Крижалова Уляна Юріївна
253. Крижанівський Іларіон
254. Крижовий Степан Савич
255. Крикун Дмитро Романович
256. Крисько Ярослав
257. Крищук(Бодафенко) Валентина Олексіївна
258. Крищук (Корольчук) Лілія Михайлівна
259. Крищук Наталія Михайлівна
260. Кріль Ірина Миколаївна
261. Кріль (Кроль) Костянтин
262. Кронда Уляна Лукична
263. Кропивко -Лірник
264. Кропивко Микола Васильович
265. Крохмаль Кирило Сергійович
266. Круговий Іван
267. Крук (Миколайчик) Оксана Олексіївна
268. Крупка Сергій
269. Крутько Микола Порфирович
270. Круциняк Наталія Романівна
271. Круча-Лукавецький Васильникофорович
272. Крячківський Олексій
273. Крячківський Федір Олексійович
274. Ксендз (Ксьондз) Кость
275. Кубіт Ярослава Володимирівна
276. Кудін Іван Федорович
277. Кузів Петро Григорович
278. Кузіна Наталія
279. Кузьменко (Денисюк) Валентина Романівна
280. Кузьменко Василь Ілліч
281. Кузьменко Георгій Якович
282. Кузьменко Ілля Маркіянович
283. Кузьменко Олександра Яківна
284. Кузьменко (Яркова) Раїса Октябринівна
285. Кузьминський Кирило Андрійович
286. Кузьмич Олег Михайлович
287. Кузьмів Василь
288. Кукса Микола Якимович
289. Кулибаба Левко
290. Кулибаба Петро
291. Кулик Мусій Гордієвич (Гордієч)
292. Кулик Надія Михайлівна (бандуристка)
293. Кулик Павло Васильович
294. Кулик Петро
295. Кулик Яків
296. Куліс (Якимчук) Леся Богданівна
297. Куліш Юхим Костянтинович
298. Купріян -Лірник
299. Купчина Оксана Миколаївна
300. Куриленко Василь
301. Куриленко Василь Пилипович
302. Курипа Мусій
303. Курінний Олег Владиславович
304. Куровська Ірина Ростиславівна
305. Курочка (Проходьченко) Артем
306. Куспісь Роман
307. Кутєпов Сергій
308. Кутковенко
309. Кутнянський
310. Кутковенко
311. Кутянський Іван Якович
312. Кухаришин
313. Кухарчук Віра Миколаївна
314. Кухта Віктор Іванович
315. Кухта Іван Опанасович
316. Кухтій Лідія Володимирівна
317. Куц Тетяна Василівна
318. Куценко Максим Олександрович
319. Куценко Федір
320. Куций Митро Омелянович
321. Кучеренко-Кучугура Іван Йович
322. Кучеренко Марія Яківна
323. Кучеренко Павло
324. Кучеренко Родіон
325. Кучерявенко Павло
326. Кушляк Іван
327. Кушнерик Федір Данилович
328. Кушнір (Див. Ніколенко) Олена Іванівна
329. Кушнір Ольга Федорівна
330. Кушпет Володимир Григорович
331. Кшечик Руслана Костянтинівна

## Л
1. Лаба Михайло
2. Лаврів Григорій Миколайович
3. Лаврів Леонід Іванович
4. Лаврова (Красько) Катерина Лук'янівна
5. Лаговська Галина Миколаївна
6. Ладжа Антін
7. Ладик Яків Степанович
8. Лазаренко Володимир Семенович
9. Лазаренко Дмитро Семенович
10. Лазаренко Іван Дмитрович
11. Лазаренко Зінаїда
12. Лазаренко Людмила Іванівна
13. Лазаренко Семен Семенович
14. Лазаренко Тамара
15. Лазаренко Юрій Дмитрович
16. Лазарчук (Желізна) Людмила Тарасівна
17. Лазуркевич Тарас Миколайович
18. Ланова Алла Василівна
19. Лантух
20. Лантюк Петро
21. Лапшин Віталій Федорович
22. Лариван (Ларіон) з Люботина
23. Ларікова Людмила Анатоліївна
24. Ларіон
25. Ластович-Чулійвський Семен
26. Лафтій Іван
27. Лащук Тетяна Іванівна
28. Лебедич Світлана Петрівна
29. Лебідь Олексій Миколайович
30. Левадна Олеся Федотівна
31. Левицький Роман („ Батіг”) Володимирович
32. Левко — лірник
33. Левко — кобзар
34. Левкович Дарія Василівна
35. Левчишин Оля
36. Левчук (Петрукова) Алла Василівна
37. Легант Микола
38. Легейда Григорій Гордійович
39. Ледчовський
40. Лексіей -лірник
41. Леміш Євдокія Федосіївна
42. Леміщенко Петро
43. Ленчик Настасія Олексіївна
44. Лень
45. Лесик Іванна Степанівна
46. Лещенко Дмитро Іванович
47. Лещенко Іван Іванович
48. Лисенко Михайло Іванович
49. Лисий Степан Антонович
50. Лисиця Мишко
51. Лисогор (Прилука) Іван Миколайович
52. Листопад Володимир Іванович
53. Лисюк Тетяна Іванівна
54. Литвин Василь Степанович
55. Литвин Марія Михайлівна
56. Литвин Микола Степанович
57. Литвиненко — Волторніст Христина Дмитрівна
58. Литвиненко Олесь
59. Литвиненко Петро Григорович
60. Литвинчук Михайло
61. Литовченко Юхим Захарович
62. Лиходід (Лиходір) Іван
63. Лихолай Т.
64. Лихошвай Анатолій Петрович
65. Лібера
66. Лідовська Анастасія Михайлівна
67. Лімоз Василь — лірник
68. Лінивий
69. Лінський Костянтин Павлович
70. Ліпник Василь — лірник
71. Лісняк (Кравцова) Світлана Костянтинівна
72. Лісняк Інна Миколаївна
73. Лісовенко Максим Дмитрович
74. Лісовол Віктор Іванович
75. Лиходід Іван
76. Лобас (Кириченко) Євгенія Федорівна
77. Лобас Віктор Іванович
78. Лобко Володимир Павлович
79. Лобко Михайло Сергійович
80. Лобко Сергій Матвійович
81. Лобко (Пеньок) Олена Лук'янівна
82. Лобода Тетяна Миколаївна
83. Ловський Іван
84. Логвин
85. Логвиненко Іван Андрійович
86. Логвиненко Михайло Степанович
87. Логощук Наталія Іванівна
88. Лозінська Олександра Ярославівна
89. Лозовський Іван
90. Локшинський Іван
91. Лось Віра Юхимівна
92. Лотвин (Лотин) див. Коцюба Сава Максимович
93. Лотюк Олена Олексіївна
94. Лошак Пилип
95. Лудильник (Кобзар) Карпо
96. Лузан Матрона Явтухівна
97. Лука
98. Лукавецький Іван
99. Лукаш Михайло Никифорович
100. Лукашко Анастасія Охримівна
101. Луцек Федір
102. Луцен (Луцек) Степан (ХІХ ст.,)
103. Луцишина (Васильєва) Людмила Іванівна
104. Луців
105. Луців Володимир Гавриїлович
106. Луцюк (Лавренюк) Наталія Павлівна
107. Любашевська Ірина Володимирівна
108. Любисток Григорій Михайлович
109. Лямпіко Л.
110. Лясківська Оксана Володимирівна
111. Ляхів Петро
112. Ляхович Богуслав Тимофійович
113. Ляхович Мирослав Данилович
114. Ляхович Михайло
115. Ляшенко (Старченко) Іван Никонович
116. Ляшко
117. Лященко Василь

## М
1. Магадин Тихон (Трифон)
2. Мазепа Іван
3. Майдан Лідія
4. Майданович Світлана Іванівна
5. Майор Ольга Ігорівна
6. Майстеренко
7. Макара
8. Македон Іван Пимонович
9. Макеєв Олександр
10. Максим
11. Максим Захарович
12. Максименко Тодось Кузьмич
13. Максимчук (Нашора) Оксана Миколаївна
14. Макуленко Василь
15. Макуха Гнат (Гнат Савич Шевель)
16. Малай
17. Маленька Оксана Миколаївна
18. Маликов Олексій
19. Малинка (Маковецький) Іван
20. МалкушЛюба
21. Мальвенко Іван
22. Мальований Андрій Іванович
23. Малюца (Пальчинецький) Степан Іванович
24. Малюца Антін Іванович
25. Мамро Павло
26. Мамченко Антоніна
27. Мандзюк Любов СЕргіївна
28. Мандзя Василь'Леонтійович
29. Манжола Никифор Прохорович
30. Манзик Віталій Анатолійович
31. Манзик Микола Анатолійович
32. Маркевич Артем
33. Маркевич Олександр Андрійович
34. Марко — кобзар.
35. Марко (XIX ст) — кобзар із Іванівців. Знав добре думи.
36. Марко (Шавикіна) Раїса Іванівна
37. Марковська Тетяна Олександрівна
38. Марковський Давид
39. Марковський Семен
40. Мартин
41. Мартиненко (Димерський) Іван
42. Мартишевський Іван Станіславович
43. Мартовий
44. Марута Андріян Олександрович (Григорович)
45. Марцинківський Олег
46. Марціян (Маркіян)
47. Марченко Андрій Титович
48. Марченко Анна (Ганна) Володимирівна
49. Марченко Антон Антонович
50. Марченко Антон Валентинович
51. Марченко Василь
52. Марченко Олександр Васильович
53. Марченко Юхим
54. Марчук Ніна Олексіївна
55. Марюха М.М.
56. Масич Гаврило Захарович
57. Маслечко Надія
58. Маслюков Олексій Терентійович
59. Масляник Іван
60. Масляник Р.
61. Матвієнко Алла Володимирівна
62. Матвієнко Григорій Семенович
63. Матвіїв Георгій Васильович
64. Матвіїв Микола
65. Матвій
66. Матіяшек Чорна Лідія Миколаївна
67. Матусевич Віра Вікторівна
68. Матюха Максим Мусійович
69. Матюшенко А
70. Махлай Ігор
71. МАховський А.
72. Маціяка Анатолій Дмитрович
73. Мацура Степан Макарович
74. Мачаловський Олександр
75. Машталір Максим
76. Мелех Ярослав Іванович
77. Мелешук Яна Володимирівна
78. Мельник
79. Мельник Іван Олексійович
80. Мельник Ірина Богданівна
81. Мельник Олексій Іванович
82. Мельник Сергій Григорович
83. Мельниченко Семен Іванович
84. Мельничук Маріанна (Мар'яна) Миколаївна
85. Мельничук Тетяна Олександрівна
86. Мендзюк Роман
87. Мензаренко Дем'ян
88. Менкуш Галина Іванівна
89. Мережко Іван
90. Мерзленеко Віктор Іванович
91. Метельський
92. Метенько Василь Федорович
93. Микита — лірник з села Глинці Таращанського повіту. Від нього П. Демуцький записав псальму «Страсти Христові».
94. Микита (1832 р. м. Люботин на Харківшині — ?) — кобзар.
95. Микита — кобзар з села Кладьківка на Десні Ніинського повіту Чернігівської губернії. Панотець О. Вересая.
96. Микита Володимир Теодорович
97. Миколаєнко В.І.
98. Минтенко Галина Теофілівна
99. Миколенко Захар
100. Миколенко Хома
101. Мина — лірник з Красного Кута Богодухівського повіту на Київщині. Сліпий але розказували про нього, що він «трохи видить».
102. Мина — кобзар із села Красний Кут на Харківщині. Його добре знав Федір Холодний.
103. Минківський Микола Михайлович
104. Мирвода Світлана
105. Миргородський Валерій Дмитрович
106. Мирон Якович
107. Мироненко Іван
108. Миронівський (Бандурщик)
109. Миронова Н.В.
110. Мирончук Людмила Іванівна
111. Миронюк Елеонора Іванівна
112. Миронюк Надія
113. Мисів Микола
114. Мисько Богдан Пилипович
115. Митро
116. Митяй Антон Огейович
117. Митяй Антон Софронович
118. Михайло (XIX — XX ст) — кобзар із села Миронівки на Харківщині. Вчився грати на кобзі у Петра Колибаби.
119. Михайло — лірник з села Богутина.
120. Михайло (Михайла Сокового зять)
121. Михайлов Григорій
122. Михайлов Микола Михайлович
123. Михайлюк Олександр
124. Михалевич Леонтій
125. Михалець Надія Олександрівна
126. Михалко
127. Михалко
128. Михалко (Михайло)
129. Михальчишин Ярослав Васильович
130. Михед Андрій Федорович
131. Михед Федот Федорович
132. Мицько Петро
133. Мишталь Ольга Миколаївна
134. Мищук Василь
135. Мільйон Антон
136. Мількін Василь
137. Мінківський Олександр Захарович
138. Міньковська Валентина Василівна
139. Міняйленко
140. Мірошниченко Прокіп
141. Місевич -Боно Маргарита Петрівна
142. Місевич Кость Федорович
143. Міхаєва Тетяна Вікторівна
144. Міхед Леонтій
145. Мішалов Віктор
146. Міщенко Любов Василівна
147. Мовчан (Чугунний)
148. Мовчан Єгор Хомич
149. Мовчан Олександр Миколайович
150. Мокровіз Євдоким Микитович
151. Мокрогуз Інна
152. Мокроус Павло
153. Молнар Лайош Людвігович
154. Молчко Богдан
155. Монастирська Ірина Теодорівна
156. Мончин Оксана
157. Мормель Валерій Федорович
158. Мороз
159. Мороз Василь
160. Мороз Данило
161. Мороз Микола Олександрович
162. Мороз Ольга Юріївна
163. Мороз Роман Андрійович
164. Морозевич Ніна Василівна
165. Морозов Н.
166. Морозов Нестор
167. Мосієвич Любов Семенівна
168. Москаленко Алла Володимирівна
169. Москаленко Купріян
170. Москвіна (Бут) Неля Трохимівна
171. Москвичова Галина Олексіївна
172. Мота Андрій
173. Мота Володимир Несторович
174. Мохира П.
175. Моцьор Валентина Іванівна
176. Мошик Микола Григорович
177. Мошинська Оксана
178. Мрочек Йванко
179. Музика Микола Константинович
180. Музиченко Микола Якович
181. Мулька Галина Володимирівна
182. Муравець Микола Михайлович
183. Мура-Зуб Людмила Анатоліївна
184. Муран Олександра Теодозівна
185. Мурашка Іван
186. Мусій
187. Мусій
188. Муц Ірина Василівна
189. Муштук Ірина Миколаївна

## Н
1. Набока Надія Іванівна
2. Нагаєвський Сидір
3. Нагірна Олена
4. Нагірний Василь Михайлович
5. Нагірний Франко
6. Нагойовський Йосько
7. Нагорна Валентина Андріївна
8. Нагорна Лариса
9. Нагорна Олена Вікторівна
10. Нагорна Олена Віталіївна
11. Надич Степан Павлович
12. Надич Василь Павлович
13. Назар
14. Назар
15. Назаренко Володимир Іванович
16. Назаренко Василь
17. Назаренко Григорій Павлович
18. Назаренко Карпо
19. Назарчук-Шуст Ірина Василівна
20. Накорнєєва Вікторія Пилипівна
21. Налуцишин Ольга Олександрівна
22. Наумова Світлана Василівна
23. Наумчик Петро
24. Неговський
25. Негодюк Ірина
26. Неграй Антін
27. Недбайло Г.
28. Немирович Іван Олексійович
29. Немиш Оксана Дмитрівна
30. Неміш Наталія Євстахівна
31. Ненчипоренко Семен Данилович
32. Несен Алла Миколаївна
33. Несмачний Андрій
34. Нестерук Наталія Леонтіївна
35. Нестор
36. Несторенко Петро Сидорович
37. Нетеса Грицько
38. Нетеса Іван Федорович
39. Нетреба Іван
40. Неховайзуб Петро Іванович
41. Нечема Роман Васильович
42. Нечепа Василь Григорович
43. Нечета Зот Євстигнійович
44. Нечипоренко Антін Данилович
45. Нечипоренко Микола Іванович
46. Нечипоренко Олексій Данилович
47. Нечипоренко Пилип Данилович
48. Нечипоренко Семен Данилович
49. Нечипоренко Т. Д.
50. Нещотна Антоніна Григорівна
51. Нещотний Геннадій Никанорович
52. Никитюк Наталія Григорівна
53. Никифор
54. Никифор
55. Никон
56. Никоненко Антип
57. Нирко (Куц) Неоніла Леонтіївна
58. Нирко Олексій Федорович
59. Ницький Герасим
60. Ничай Ольга Георгіївна
61. Ніжевич Матвій Федорович
62. Нікітіна Леся
63. Нікітіч Марія Філаретівна
64. Ніколенко (Кушнір) Олена Іванівна
65. Ніколик Пилип
66. Німченко Кузьма Павлович
67. Ніс Степан Данилович
68. Новак Я.
69. Новобранець Іван Якович
70. Новачук Жанна Василівна
71. Новицький Костянтин Гергійович
72. Новохатський Євдоким
73. Ногаєвський Сидір
74. Ногайський Мирон
75. Носач Павло Варламович
76. Носачева Алла Іванівна
77. Носачевський Василь Іванович
78. Нудьга Григорій Антонович

## О
1. Обабко Борис Олексійович
2. Обабко Олексій Петрович
3. Обертинський Дмитро
4. Обличенко Григорій
5. Обліченко Г.
6. Оболонкіна Катерина Степанівна
7. Обухівський Володимир Степанович
8. Оверчук Оксана Анатоліївна
9. Овод Наталія Володимирівна
10. Оврам
11. Овраменко Степан Трохимович
12. Овсій Сліпий
13. Овчаренко ( Шаповал) Григорій
14. Овчарова Світлана Валентинівна
15. Овчнніков Василь Павлович
16. Огнівчук Микола Васильович
17. Одноріг Іван Олексійович
18. Озимковська Оксана Воломирівна
19. Озій Світлана Пилипівна
20. Озірний Петро Петрович
21. Оклія Галина
22. Оксеменко (Оксененко) Філімон Федорович
23. Оксаниченко Євгенія Пантелеймонівна
24. Оксеменко Філімон Петрович
25. Олекса
26. Олекса
27. Олександер
28. Олександра
29. Олексієвич Іван
30. Олексієнко Мусій Петрович
31. Олексієнко Петро
32. Олексій
33. Олексюк Мирон Констянтинович
34. Оленко Ольга Богданівна
35. Олефіренко
36. Олешко Г.
37. Олихванов Борис
38. Олійник Ірина Михайлівна
39. Оліфір Катерина Валентинівна
40. Оліян
41. Ольховець Оксана Юріївна
42. Ольшевська Іраїда Володимирівна
43. Омельченко Андрій Федорович
44. Ониськів Богдан Миколайович
45. Онисько
46. Онищенко Наталія Олексіївна
47. Онищук Василь Степанович
48. Онопрієнко Ніна
49. Онопрій
50. Онохрей
51. Онуфрій
52. Опришко Микола Васильович
53. Оранська Світлана Григорівна
54. Орел Артем
55. Орел Лідія Григорівна
56. Орел Олексій Сергійович
57. Орлова Анна Віталіївна
58. Орлова Катерина Віталіївна
59. Осадчий Макар Опанасович
60. Осадько Василь Якович
61. Осип
62. Остапенко Арсентій
63. Островський Богдан Павлович
64. Охременко Єгор Осипович
65. Охрім
66. Охріменко Мина Павлович
67. Охріменко Михайло Іванович
68. Охтанас
69. Охтирський
70. Очеретович Наталія Вікторівна
71. Очеретяна Мирослава Миколаївна

## П
1. Павелко Ярослав Іванович
2. Павленко Ніна Явтухівна
3. Павленчук Андрій
4. Павлишин Олекса
5. Павліковський Володимир Володимирович
6. Павліченко Сергій Леонідович
7. Павло
8. Павло
9. Павлов Іван
10. Павлов Митрофан Антонович
11. Павлова Надія Іванівна
12. Павлусенко Андрій Трохимович
13. Павлусенко Онуфрій
14. Павлусенко Павло Кирилович
15. Павлюк ( Журавель) Олена Михайлівна
16. Павлюк Валентина Василівна
17. Павук Наум
18. Падалка Іван
19. Падура Тимко
20. Пайташ Володимир
21. Палагута Петро Федорович
22. Паламар ( Палямар) Сидор
23. Паламарчук ( Толочик) Світлана Іванівна
24. Паламарчук Галина Степанівна
25. Палієвець Григорій
26. Палій-Неїло Борис
27. Палюх Ігор Степанович
28. Панасенко Василь
29. Панасенко Йосип
30. Панченко Ганна Євменівна
31. Панченко Данило Григорович
32. Панченко Євген Михайлович
33. Панченко Іван Борисович
34. Панченко Савка
35. Панченко Федір Петрович
36. Панько
37. Панько ( Вересай Поділля)
38. Паньковець Світлана
39. Паплинський Антон ( Антін) Карлович
40. Парасочка Василь
41. Парфіненко Анатолій Захарович
42. Пархоменко Валентина Федорівна
43. Пархоменко Терентій Макарович
44. Пархоменко Федот
45. Пархоменко Явдоха Терентіївна
46. Пасічинська Марія Михайлівна
47. Пасюга Степан Артемович
48. Патлай Андрій Юхимович
49. Патрій Лариса Миколаївна
50. Патяка Петро Тимофійович
51. Пачеха
52. Пашковський Олександр Петрович
53. Пашниченко Яків
54. Пелех Григорій Степанович
55. Пелех Федір Іванович
56. Пелещук Михайло
57. Пеляк Віра
58. Перебендя Андрій
59. Переверзєва Олена Олександрівна
60. Перепелиця Єфим
61. Перепелюк Володимир Максимович
62. Пересада Іван
63. Перехожук Сергій Павлович
64. Перхалюк Уляна
65. Пестряков
66. Петелюк ( Ковальська) Наталія Олегівна
67. Петренко Валентина Яківна
68. Петренко Іван Якович
69. Петренко Микола
70. Петренко Михайло Іванович
71. Петрик
72. Петрик Ірина Іванівна
73. Петрик Мар'яна Мирославівна
74. Петро
75. Петрова Ольга Ананіївна
76. Петрова Світлана
77. Петрук Світлана Павлівна
78. Петрусь Олександр Миколайович
79. Петюх( Митяй) Андрій
80. Петюх( Митяй) Антон
81. Пилипенко Семен Іванович
82. Пилипчук Валентина Володимирівна
83. Пиндик Василь Михайлович
84. Пирогів Олександр Гаврилович
85. Пирян Максим
86. Писанка Максим Кіндратович
87. Писаренко ( Софієнко) Ніна Дмитрівна
88. Писаренко Ніна
89. Писаренко Павло
90. Пишний Андрій
91. Півень
92. Півень Олександр Юхимович
93. Півень Юхим Олександрович
94. Підгайна М.І.
95. Підгорний Ф.
96. Підгородецька Ольга В'ячеславівна
97. Підсуха
98. Піка Данило Федорович
99. Пінчак ( Качмар) Стефанія Іванівна
100. Піхович Ірина
101. Пінчук Олена Сергіївна
102. Піцик Ольга Василівна
103. Плавко Григорій
104. Платон
105. Плахотник Олексій Єфремович
106. Плекан Микола
107. Плохий Кіндрат
108. Плужникова Людмила Михайлівна
109. Побігійло Олексій Іванович
110. Повар Панас Митрофанович
111. Повігун Іван Мартинович
112. Повшедний Андрій Якович
113. Погиба
114. Погиба Гнат Іванович
115. Погорілий Дмитро
116. Погорілий Федір
117. Погребний Михаїл Андрійович
118. Погрібняк Степан
119. Погубко ( Чуй) Ангеліна ( Інна) Борисівна
120. Подолянчук Ніна Василівна
121. Позігун Іван мартинович
122. Поклад Марія Нікіфорівна
123. Поклад Назар
124. Покудін Юрій Євгенович
125. Поліщук Андрій
126. Поліщук Петро Миколайович
127. Поліщук Тамара Адамівна
128. Поліщук Яків
129. Полковник Антін
130. Половець (Ганджа) Алла Петрівна
131. Половик Павло
132. Половинка Ємельян
133. Полотай Михайло Панасович
134. Полунець Григорій
135. Польовий Ренат Петрович
136. Пономаренко
137. Пономаренко Микола Сергійович
138. Понурко ( Казбекова) Марія Йосипівна
139. Понурко Іван Йосипович
140. Попілевич Мирослава Василівна
141. Попіль Олена Миколаївна
142. Попов Григорій Михайлович
143. Попов Ігор Олексійович
144. Попов Олександр Іванович
145. Попович Ольга
146. Портечко ( Поліщук) Світлана Федорівна
147. Порфірій
148. Порфірій
149. Порхонюк Михалко
150. Посікіра Людмила Кузьмівна
151. Постолан Мирослав Данилович
152. Постолан Михайло Данилович
153. Посунько Олександра Степанівна
154. Потап
155. Потапенко Василь Васильович
156. Потапенко Данило Богданович
157. Потапенко Петро Аврамович
158. Потяко Петро Тимофійович
159. Похил Василь Свиридович
160. Пошиваник Олексій
161. Правдюк Олександр Андрійович
162. Привалов Микола Іванович
163. Приймачок Наталія Миколаївна
164. Пристай Зоряна Маркіянівна
165. Приступов Петро Георгійович
166. Присяжник ( Воронюк) Людмила Андріївна
167. Притолюк Олександр
168. Притула Іван
169. Прихідченко ( Курочка) Артем
170. Приходько М.
171. Приходько Фадій Пилипович
172. Приходьмо Марина Іванівна
173. Пришляк Ореста Володимирівна
174. Прищенко Максим Данилович
175. Прожейко Василь Іванович
176. Прокіп
177. Проник Володимир Андрійович
178. Просужий Яків Тимофійович
179. Протопопов
180. Прохор
181. Проценко Овсій
182. Проць Олександр Андрійович
183. Прошкуратова Вікторія Генадіївна
184. Прудкий Никін Іванович
185. Пташник Оксана Миколаївна
186. Пужай ( Недобитий) І.С.
187. Пустоваров Сергій Миколайович
188. Пустовитенко Микола
189. Путря Остап
190. Путь Андрій Леонтійович
191. Пухальський Іларіон Юрійович
192. Пшенижна Дарія Василівна

## Р
1. Радіо Володимир Іванович
2. Радченко Микола Самсонович
3. Радченко Самсон Тихонович
4. Рак (Дяконенко) Олексій
5. Раковський Ігор
6. Ралько( Кіт) Галина Василівна
7. Рафалко Тарас
8. Рачиця Т.
9. Рачок Ігор Карпович
10. Ревенюк Трохим
11. Редька
12. Редька Остап
13. Рекшанюк Іван Опанасович
14. Рибак Іван
15. Рибак Катерина Анатоліївна
16. Рибалко Ігнат Степанович
17. Рибаченко Петро
18. Рибачук Алла Костянтинівна
19. Рибачук Леоніда Петрівна
20. Рибачук Ольга Анатоліївна
21. Рибачук Степан Федорович
22. Ригоренко Микола
23. Ридванський Севастян Сидорович
24. Рильський Максим Тадейович
25. Риндя Грицько Семенович
26. Рихлюк (Чабанова) Лариса Ігорівна
27. Ришевич Мар'яна Миронівна
28. Рідкобородий Степан
29. Ріжко Марія Степанівна
30. Рій Катерина Володимирівна
31. Рогозянський Гнат
32. Родак Оксана
33. Роднянський Сергій Михайлович
34. Рожко Іван Іванович
35. Рожко Каленик
36. Рожко Пилип Петрович
37. Рожченко ( Рожко) Пилип Порфиролвич
38. Розумовський ( Розум) Олексій Григорович
39. Рой
40. Рой
41. Рокітенець ( Мирук) Тамара Тихонівна
42. Роман
43. Романенко Іван
44. Романів Олексій Іванович
45. Романов Н.
46. Романюк Анжела Леонідівна
47. Романюк Марія
48. Романюк Тиміш
49. Ромененко Іван
50. Росинський Кирило Васильович
51. Рубець Олександр Іванович
52. Рудаков Леонтій Григорович
53. Рудас Іван Лукич
54. Руденко( Рудиченко) Данило ( Олифіренко)
55. Рудзік Ірина Анатоліївна
56. Рудковська ( Півторак) Ольга Михайлівна
57. Рудобашта ( Бондарівна) Ф.
58. Русалівський Ферапонт
59. Русенко Семен Никифорович
60. Русов Олександр Олександрович
61. Рябовол Микола
62. Рябовол Олександр
63. Рябчуненко Іван
64. Рядков Арсентій Данилович

## С
1. Саблук Михась
2. Сабодир
3. Савенюк Іванна Василівна
4. Савицький
5. Савіцька Оксана Михайлівна
6. Савка
7. Савка
8. Савлюк Вікторія Петрівна
9. Савченко ( Барь) Опанас
10. Савченко Дарина Вікторівна
11. Савченко Іван Андрійович
12. Савчин Оксана Миронівна
13. Савчук Галина
14. Савчук Олександр Олегович
15. Саганюк Марія Володимирівна
16. Садовський Генадій
17. Сай Юрій Степанович
18. Сайко Борис
19. Сайко Тарас
20. Саковенко Федір (? — близько 1873) — кобзар із с. Розбишівка Гадяцького повіту Полтавської губернії. В 1873 В. Яновський згадував про нього як покійного. Репертуар: «Про Хмельницького і Барабаша», Три брати Озовські, «Про козака Голоту».[1]
21. Сакума Чарлі
22. Салагай Марія Петрівна
23. Салата Дмитро
24. Сало Орест
25. Самійленко Дмитро Павлович
26. Самійленко Кіндрат
27. Самійленко Марко
28. Самійло
29. Самійло Грунський
30. Самокишин Іван Романович
31. Самокишин Микола Романович
32. Самолюк Людмила Андріївна
33. Самон
34. Самонова Наталія
35. Самофалов М.
36. Самсон
37. Самсонюк ( Зінькова) Оксана Володимирівна
38. Санджарський Пилип Семенович
39. Сандрашевський Юхим
40. Санжар Євген Константинович
41. Санін Олександр Геннадійович
42. Санкевич Єрмолай
43. Сапожник Яків
44. Саранча Андрій
45. Сафандулька Грицько
46. Сахно Валентин Федорович
47. Сахно Григорій
48. Саченко Андрій Свиридович
49. Сачок Микита
50. Свентах Тетяна Василівна
51. Свириденко Яким Григорович
52. Свиридон
53. Свідерська Анфіса Гаврилівна
54. Свідерській Павло Гаврилович
55. Свідерській Юрій Гаврилович
56. Свістель Юрій
57. Селіванова Віра Леонідівна
58. Семен
59. Семен Васильович
60. Семененко Хома
61. Семенихін
62. Семенишин І.Т.
63. Семенов Тихон Іванович
64. Семенюк Алла Володимирівна
65. Семенюк Петро
66. Семенюченко Олексій Валерійович
67. Семиліт Олександра Євгенівна
68. Семків Зенон
69. Семко
70. Сенишин М.
71. Сенишин Юрій
72. Сенченко
73. Сенченко Юхим Гаврилович
74. Сербина Клава Данилівна
75. Сергієнко Мих.
76. Сергій
77. Сердюк( Сердюк-Перелюб)
78. Середа
79. Середенко Фауст Йосипович
80. Серняк ( Перестороніна) Марія Романівна
81. Сиволап В.
82. Сидоренко Василь Тарасович
83. Сидоренко Дмитро Михайлович
84. Силенко Неля Анатоліївна
85. Силенко Святослав Тарасович
86. Силенко Тарас Вікторович
87. Силка Іван Пимонович
88. Симко ( Григорчук) Світлана Олександрівна
89. Симоненко ( Симаненко) Яків
90. Симоненко (Симонович) Дем'ян Гаврилович
91. Симоненко Василь
92. Симонова Олена Михайлівна
93. Синило Дем'ян Васильович
94. Сингаєвська Зінаїда Анатоліївна
95. Синячевський Петро Олексійович
96. Сирота Володимир Андрійович
97. Сирота Г.
98. Сиротюк Катерина Олексіївна
99. Ситник Антон
100. Сичак Зіновія Михайлівна
101. Сичова Лариса Петрівна
102. Сібель Зінаїда Йосипівна
103. Сінгалевич (Дуцько) Наталія Юліанавна
104. Сінгалевич Юрій Олександрович
105. Сіренко Андрій Кирилович
106. Сірман Людмила Ростиславівна
107. Сіроштан Іван
108. Сіроштан Петро
109. Сірський Григорій Федорович
110. Сірський Іван Федорович
111. Сіренко Андрій Кирилович
112. Сітенко Тетяна Володимирівна
113. Сітко Микола
114. Сітко Яків Петрович
115. Січко Валентина Степанівна
116. Скакун Андрій Юхимович
117. Скакун Тихін Григорович
118. Скальська Галина
119. Скальська Тетяна Мілентіївна
120. Скачок Микита
121. Скифиський
122. Скірко Микола Михайлович
123. Скляр Іван Іванович
124. Скляр Іван Михайлович
125. Скляр Михайло Іванович
126. Скляренко Марія Іванівна
127. Скляренко Юрій Іванович
128. Скоба Антін Якович
129. Сковорода А.
130. Сковорода Григорій Савич
131. Скойбіда Роман Вікторович
132. Скорик Дмитро
133. Скорик Клава
134. Скорик Семен
135. Скорик Семен Кузьмич
136. Скорино Людмила Миколаївна
137. Скотаренко
138. Скотаренко Іван Опанасович
139. Скотаренко Степан Мартинович
140. Скрильник Дмитро
141. Скряга Прокіп
142. Скубій
143. Скубій Іван Миколайович
144. Скулінець Валентина Леонідівна
145. Сластіон Опанас Георгійович
146. Слепко Марія Юріївна
147. Слиднюк Миколай Іванович
148. Слинько
149. Сліпак Максим Петрович
150. Слюсар Олександр
151. Слюсар Редька (Редько)
152. Смагула Оксана Степанівна
153. Смарагд
154. Смаровіз
155. Смирний Гриць
156. Смирнов Г.
157. Смирнова Олександра Іванівна
158. Смишнякова (Могло) Маргарита Пилипівна
159. Сміхун( Воробей) Марія Миколаївна
160. Смолка Прокіп Михайлович
161. Смолянкін ( Смолякін0 Іван Васильович
162. Снігирьов Семен Петрович
163. Сніжний І.
164. Сніжний Осип
165. Собачкин Трохим Назарович
166. Соболь Христина Степанівна
167. Содомора Ірина Михайлівна
168. Созанська Квітослава
169. Созанський Олег
170. Сокальська Соломія, Ольга, Олеся
171. Соколов Микола Михайлович
172. Соколовський Дмитро Григорович
173. Соколовський( Сарма) Микола Олександрович
174. Сокур ( Кузьменко)
175. Солдатова ( Верлока) Раїса Дмитрівна
176. Сологуб Віктор Григорович
177. Сологуб Ірина Олександрівна
178. Солодкий Олександр Ананійович
179. Соломах Никифор
180. Соломко Марія
181. Солонина Ярослава Григорівна
182. Солоп Іван Петрович
183. Соляненко Олексій
184. Сорока-Будник Марія Іванівна
185. Сорока Семен
186. Сосницький Антін
187. Сотниченко Настя Сергіївна
188. Сотниченко Свирид
189. Сочеванов М.І.
190. Спасюк –Полутрянко Маргарета
191. Списаренко Борис Дмитрович
192. Спиця Григорій Макарович
193. Спичка Архип
194. Співак
195. Співак Федір Іванович
196. Савицька
197. Стандара Богдана Євгенівна
198. Старенкова Леся Володимирівна
199. Старий Кобзар
200. Старченко Аполінарія
201. Стасюк-Ткачук ( Хоміна) Валентина Хомівна
202. Стахів Остап Миколайович
203. Стахлич Марія Василівна
204. Стельмах Харитина Степанівна
205. Степаненко Яків
206. Степанович ( Скіра) Ірина Дмитрівна
207. Степанчук Павло Мусійович
208. Степанюк Оксана Анатоліївна (нар. 16 червня 1977) – бандуристка-вокалістка, оперна співачка (лірико-колоратурне сопрано, Заслужена артистка України, Посол Доброї Волі, солістка Токійської опери Фудзівара (Японія)
209. Степанюк Ольга Григорівна
210. Степняк Тарас Романович
211. Степовиденко Петро
212. Степовий Павло Францович
213. Степанко ( Нікітіна) Леся Петрівна
214. Стефанидин Оксана Володимирівна
215. Степанович ( Скіра) Ірина Дмитрівна
216. Стеценко В.І.
217. Стецюк (Фесянова ) Світлана Володимирівна
218. Стечко
219. Стешин Марія Миколаївна
220. Стіхун ( Воробей) Марія Миколаївна
221. Стіцький Михайло
222. Столяр Оксана Марківна
223. Столяр Тарас
224. Столяр Тетяна Степанівна
225. Стопкевич Дмитро
226. Стороженко Сергій Іванович
227. Сторожук Надія Петрівна
228. Сточанська Мирослава Петрівна
229. Страмик Наталія Тарасівна
230. Стрехер с.Кекелія
231. Стрічка
232. Стрічка Іван
233. Стрічка Сакон
234. Строкун Тихін Григорович
235. Ступак Левко Григорович
236. Суботюк Іван Опанасович
237. Суй Оксана Анатоліївна
238. Сулима ( Шлихтюк) Надія Павлівна
239. Супрун Павло Степанович
240. Супрун Петро
241. Супруненко Петро Никифорович
242. Сурмач Валентина Михайлівна
243. Сурмач Мирон
244. Сухенко Володимир Данилович
245. Суховій
246. Сучко Максим Прокопович
247. Сушицький Роман Іванович
248. Сюсюкало Петро Григорович

## Т
1. Табакова (Ковальчук) Аліна Ананіївна
2. Табінський Михайло Петрович
3. Таборовець Людмила Миколаївна
4. Тангаєва Юлія Вікторівна
5. Тарабанов ( Тарабаков) Семен
6. Таранко Прокіп
7. Тарас
8. Тарас ( Миколаївський)
9. Тарасенко Ганна Вікторівна
10. Тарасович (Тарасевич) Ганна Васи лівна
11. Тарасюк Андрій Володимирович
12. Тарашко
13. Тарашко Рафал
14. Таргоній Ірина Михайлівна
15. Тарнова Оксана Петрівна
16. Татарин
17. Тацуля Іван
18. Твердохліб Дмитро Степанович
19. Теліга Михайло
20. Телятник Іван Олексійович
21. Темірова Юлія –
22. Терещенко Сергій Віталійович
23. Терещенко Федір Петрович
24. Терещук В.
25. Терлецький Григорій Сергійович
26. Тертій Степан Костянтинович
27. Тесин Андрій
28. Тесля Антоніна Іванівна
29. Тетюра Світлана Михайлівна
30. Тимнюк Грицько
31. Тиміш
32. Тимоха – диви Бієтенко ( Тимоха) Федір
33. Тимощук Ніна Павлівна
34. Тимощук Оксана
35. Тиравський Іван Іванович
36. Тит
37. Тиховський
38. Тищенко В.Ф.
39. Тищенко Петро Іванович
40. Тіре Геркод
41. Тітенко Михайло Антонович
42. Ткаленко Іван
43. Ткач Сергій Олександрович
44. Ткач Тетяна Петрівна
45. Ткаченко (Галашко) Петро Федорович
46. Ткаченко Георгій Кирилович
47. Ткаченко Зірка
48. Ткаченко Іван Миронович
49. Ткаченко Людмила
50. Ткаченко Марко
51. Ткаченко Микола Дмитрович
52. Ткаченко Нечипір Іванович
53. Ткаченко Раїса Андріївна
54. Ткаченко Ф.П.
55. Ткачук Віра Іванівна
56. Ткачук Ліля Іванівна
57. Ткачук Наталія Володимирівна
58. Тлумак Йосип
59. Товариш кобзаря Прокопа Дуба
60. Товариш кобзаря Уласа
61. Товкайло Микола Тихонович
62. Товстоліс Василь
63. Токар Ілля Якович
64. Токаревський Микола Дмитрович –
65. Токаренко Олексій Павлович
66. Токарчук (Хіміна) Ірина Юріївна
67. Томчук ( Чух) Галина Василівна
68. Топірець Степан Васильович
69. Топоровська Галина Миколаївна
70. Топчій Микола Дем'янович
71. Третяк Кость Данилович
72. Третякова Валентина Петрівна
73. Триндюк Галина Іванівна
74. Трифон
75. Трочченко Д.
76. Трубайло Тамара Володимирівна
77. Трубка Михайло Йосипович
78. Трупик Петро Петрович
79. Трутовський Василь Федорович
80. Трюш Хведір
81. Тузиченко Володимир Павлович
82. Тулупова Анна Олексіївна
83. Турко Ірина Андріївна
84. Турко ( Яницька) Наталія Євгенівна
85. Туровська Ольга Олексіївна
86. Турчинський Семен Євдокимович

## У
1. Уваров Семен. Ф.
2. Удовенко Володимир Іванович
3. Удовенко Дмитро
4. Удовиченко Леонід Іванович
5. Удут Вікторія Юріївна
6. Улас
7. Улинець Олекса Миколайович
8. Улітка
9. Уліян
10. Уманець Василь
11. Ус Анатолій Павлович
12. Усач Олена Михайлівна
13. Ученик Гаврила Вовка
14. Учитель Гаврила Вовка

## Ф
1. Марко Фаріон
2. Фарміба Василь
3. Фастівець Богдан Григорович
4. Фастівець Костянтин Григорович
5. Федір (Хорольський)
6. Фединський Юрій
7. Федоренко Василь Петрович
8. Федоренко Іван Кузьмич
9. Федоренко Назар Олександрович
10. Федоренко Устим
11. Федоряк Тетяна Анатоліївна
12. Федосюк Марія Олексіївна
13. Федотова Олена Євгенівна
14. Федько Андрій Дем'янович
15. Феньвеші (Ваврик) Марія Омелянівна
16. Фесянова Оксана Володимирівна
17. Фещенко Кузьма
18. Филип ( Хвилин)
19. Фізик Марія Віталіївна
20. Філімончук Тетяна Антонівна
21. Фількевич Людмила Михайлівна
22. Фількенберг Ілля
23. Фількенберг Л.
24. ФІлянський М.
25. Фіськович Іван Якимович
26. Фіськович Михайло Борисович
27. Форсюк ВАлентина Андріївна
28. Франко
29. Фролов Дмитро Дмитрович
30. Фурсачин Марія Іванівна
31. Фусик (Мисечко) Людмила Василівна
32. Фьодоров Матвій

## Х
1. Хай Михайло Йосипович
2. Хайкін Авраам Йосипович
3. Хайтовий Федько
4. Халявка Олексій
5. Хамулка Федір
6. Хархаліс Ярослав Омелянович
7. Харченко Йосип
8. Хелемеля Віра Іларіонівна
9. Хижняк Семен
10. Хиль Оксана Адамівна
11. Хитько Семен Іванович
12. Хімка Іван Михайлович
13. Хмель І.
14. Хмельницький ( Хміль) Іван
15. Ходорич Федір Григорович
16. Холява Сергій Валерійович
17. Хома Надія Григорівна
18. Хоменчук Жанна Леонідівна
19. Хомик Любов
20. Хомин Володимир
21. Хомич Людмила Миколаївна
22. Хоронько Михайло Тарасович
23. Хорошайло Анатолій
24. Хоткевич ( Галайда) Гнат Мартинович
25. Хохлова Проня
26. Хранюк Ганна
27. Христенко Макар
28. Хрущ Федір
29. Худяк (Доскочинська) Люба-Ярослава Михайлівна
30. Хуторний Федір Дмитрович

## Ч
1. Чабан Світлана Володимирівна
2. Чапля Семен
3. Черемський Кость Петрович
4. Чернецький Назар
5. Чернишевський Євгеній Іванович
6. Чернігівець Тимофій
7. Чорний Антін Павлович
8. Чорнокондратенко Вадим Дмитрович
9. Чуприна Олексій Сергійович

## Ш
1. Шакманцір Оксана Володимирівна
2. Шалений Володимир Рінгольдович
3. Шаленко Тетяна Іванівна
4. Шангеєва Світлана Михайлівна
5. Шандиба Надія Олександрівна (Немкіна)
6. Шаповал Іван
7. Шаповал Іван Максимович
8. Шаповалова Надія Миколаївна
9. Шаран Яким
10. Шаргородський Іван Якович
11. Шарій Олександр Петрович
12. Шарко Богдан Ярославович
13. Шатан Віктор Єфремович
14. Шатківська Леся Анатоліївна (Долгова)
15. Шащенко Олена Вікторівна
16. Швайдак Зеновія Євгенівна
17. Швед (Дейнека) Марія Степанівна
18. Швидкий Анатолій Іванович
19. Шевців Галина (Скальська)
20. Шевцова Марина
21. Шевченко Марта Онуфріївна (Кузьменко)
22. Шевченко Анастасія
23. Шевченко Василь Кузьмович
24. Шевченко Еміліян Адамович
25. Шевченко Єлизавета Степанівна
26. Шевченко Кіндрат Петрович
27. Шевченко Марія Кіндратівна
28. Шевченко Олександр Іванович
29. Шевченко Олексій Олексійович
30. Шевченко Роман
31. Шевченко Руслан Юрійович
32. Шевченко Тарас Григорович
33. Шевченко Федот
34. Шевченко Юрій Кіндратович
35. Шевчук (Приходько) Костянтин Демидович
36. Шевчук Володимир
37. Шевчук Ірина В'ячеславівна
38. Шевчук-Юганець (Лисик) Ірина Василівна
39. Шейко
40. Шелест Іван
41. Шеліванова Лариса В'ячеславівна
42. Шемет Пантелеймон Петрович
43. Шенгера Ярослава Теодорівна
44. Шеремет Іван
45. Шеруда (Цибульська) Надія Петрівна
46. Шестов Володимир Федорович
47. Шийко Олег Миколайович
48. Шикалюк (Ношкалюк) Софія Дем'янівна
49. Шило Денис Григорович
50. Шимко
51. Шинкарук Тимко
52. Шинкарук Ярина
53. Шинтяпіна І.В.
54. Шишак Надія Іванівна
55. Шиян Хведір
56. Шкарадюк Оксана Володимирівна
57. Шковорода Адам Антонович
58. Шльончик Олександр Микитович
59. Шмигельська Оксана Іванівна
60. Шмиголь Гнат
61. Шмід
62. Шміло Іван Богданович
63. Шолох
64. Шолох Оксентій (А)
65. Шпак Олена Миколаївна
66. Шрам
67. Шрамко А.Я.
68. Штанкевич Микола
69. Штепа Антон Гнатович
70. Штепа Валентина Іванівна
71. Штокалко Зіновій Павлович
72. Штупун Сергій
73. Шуга Мусій
74. Шудря Микола Архипович
75. Шуль Володимир
76. Шульга
77. Шульга Тарас В'ячеславович
78. Шуляк Микола Данилович
79. Шумилович Олег Васильович
80. Шумилович Стефанія
81. Шумська Оксана
82. Шуруля Іван Павлович
83. Шуст-Назарчук — див. Назарчук Ірина
84. Шут Андрій
85. Шутько Алла Костянтинівна
86. Шушайло Тарас

## Щ
1. Щепакін Петро Федорович
2. Щербак Степан Дмитрович
3. Щербина Данило Никифорович
4. Щербина Лариса Федорівна
5. Щур

## Ю
1. Юркевич Володимир Іванович
2. Юрченко Марко
3. Юрченко Семен
4. Юпин Ігор
5. Юхим Максимович
6. Юхименко Олександр
7. Юхрем
8. Юхрем
9. Юхтим
10. Юшко Григорій Феодосійович
11. Ющенко Олекса Якович
12. Ющик Юлія Миколаївна

## Я
1. Явдоченко Микола Іванович — опрацьовано
2. Яворницький Дмитро Іванович
3. Яворська Олена Вікторівна — схоже, поки не відповідає  ВП:КЗ
4. Яким — опрацьовано
5. Якименко Дмитро Савич — опрацьовано
6. Якименко Раїса Петрівна
7. Якимець Маряна Степанівна — схоже, поки не відповідає ВП:КЗ
8. Якимець Наталія Петрівна
9. Якимець Федір
10. Якимів Світлана Василівна
11. Яків
12. Яків
13. Яків
14. Яковенко Раїса Петрівна
15. Янголь ( Анголь) Данило
16. Яницька Марія Станіславівна
17. Яницька Надія Миколаївна
18. Яницький Йосип Кузьмович
19. Яницький Роман Йосипович
20. Яницький Тарас Йосипович
21. Янчук Мар'яна Анатоліївна
22. Ярема-Скачок Марко
23. Яремко Оксана Григорівна
24. Ярешко Ф.
25. Ярмольчук Вікторія Григорівна
26. Ярохтей
27. Ярош Іаан Максимович
28. Ярчук Маряна Анатоліївна
29. Ясинський Антон Іванович
30. Яхненко Іван
31. Яхно Іван
32. Яценко Кость Оврамович
33. Яценко Оврам Семенович
34. Яцик Костянтин Семенович
35. Яцишин Іван Іванович
36. Яцько Дмитро Дмитрович
37. Яшко
38. Яшна Агафія Василівна
39. Яшний Самійло Харитонович
40. Ященко Сергій